# سفارة قرغيزستان في واشنطن العاصمة
سفارة قيرغيزستان في واشنطن العاصمة هي البعثة الدبلوماسية لجمهورية قيرغيزستان لدى الولايات المتحدة . يقع في 2360 شارع ماساتشوستس، شمال غرب ، واشنطن العاصمة ، في حي أمباسي رو . 
السفير قيرغيزستان بولوت أونتنبايف .

## روابط خارجية
- الموقع الرسمي نسخة محفوظة 27 أغسطس 2021 على موقع واي باك مشين.
- ويكيمابيا